# Dicheirinia ormosiae
Dicheirinia ormosiae är en svampart som först beskrevs av Joseph Charles Arthur, och fick sitt nu gällande namn av George Baker Cummins 1935. Dicheirinia ormosiae ingår i släktet Dicheirinia och familjen Raveneliaceae.   Inga underarter finns listade i Catalogue of Life.